# کلانکولوس ایرانی
کلانکولوس ایرانی (نام علمی: Clanculus persicus) نام یک گونه از تیره حلزون‌های نوک‌دار است.